# Daleville (Indiana)
Daleville – miasto w Stanach Zjednoczonych, w stanie Indiana, w hrabstwie Delaware.